# Zabulon (nome)
Zabulon  è un nome proprio di persona italiano maschile.

## Varianti
- Maschili: Zabulone[1]

### Varianti in altre lingue
- Catalano: Zabuló[2]
- Ebraico: זְבוּלֻן (Zevulun, Zebhulun)[3][4]
- Francese: Zabulon
- Greco antico: Ζαβουλων (Zaboulon)[3]
- Inglese: Zebulun[3], Zebulon[3][4]
- Latino: Zabulon[1][3]
- Polacco: Zabulon
- Portoghese: Zebulom
- Russo: Завулон (Zavulon)
- Spagnolo: Zabulón[2]
- Tedesco: Sebulon
- Ucraino: Завулон (Zavulon)

## Origine e diffusione
Si tratta di un nome di tradizione ebraica, citato nell'Antico Testamento, dove è portato da Zabulon, decimo figlio di Giacobbe, avuto da Lia, e progenitore dell'omonima tribù. 
Dal punto di vista etimologico, potrebbe essere derivato dall'ugaritico zbl ("principe"); in Gn30:20, l'esclamazione di Lia alla nascita del figlio suggerisce due diverse derivazioni per il nome: dalla radice ebraica זָבַל (zaval, zabhal o zebhul, "onorare", "esaltare" o "abitare"), combinata con un suffisso diminutivo, quindi "piccola casa", "posto elevato", "abitante"; oppure da זֵבֵד (zeved o zabhad, "dono", "dote"", donare"). Con tutta probabilità si tratta però di paretimologie.

## Onomastico
Il nome è adespota, cioè non è portato da alcun santo, quindi l'onomastico ricade il 1º novembre, giorno di Ognissanti.

## Persone

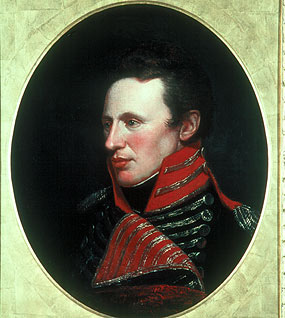
Zebulon Pike

### Varianti
- Zebulon Pike, militare ed esploratore statunitense

## Il nome nelle arti
- Zavulon è un personaggio dei romanzi di Sergej Luk'janenko della serie degli Altri, e dei film da essa tratti.
- Zebulon "Zeb" Macahan è un personaggio della serie televisiva Alla conquista del West.
- Zebulon Tallérosy è un personaggio del romanzo A kőszívű ember fiai scritto da Mór Jókai.